# ZALA 421-16EM
ZALA 421-16EM — безпілотний літак марки ZALA середнього радіусу дії. Виготовляється іжевською компанією ZALA AERO GROUP. Призначений для якісного та своєчасного моніторингу паводкової та пожежонебезпечної обстанови, нафто- та газопроводів, забезпечення безпеки, пошуку та виявлення об'єктів та людей, оповіщення населення в умовах НС. БПЛА ефективний у проведенні аерофотозйомки для геодезичних та картографічних робіт, авіаобліку тварин.

## Конструкція
Безпілотний літак побудований за принципом «літаюче крило», але має повноцінний фюзеляж за відсутності хвостового оперення. Низька питома маса апарату дозволяє запускати його як із пневматичної, так і за допомогою еластичної катапульти. У корпус БПЛА інтегровані руків'я, що відрізняють модель надійністю запуску «з рук». Посадка літака здійснюється на парашуті з автоматично наповнюваною амортизаційною подушкою. За необхідності безпілотний літак оснащується додатковим пристроєм, що дозволяє у разі посадки апарата на воду, утримуватись на ній не менше п'яти хвилин.

## Тактико-технічні характеристики
- Радіус дії відео/радіоканалу — 25 км/50 км
- Тривалість польоту — 2,5 год
- Розмах крила БЛА — 1810 мм
- Максимальна висота польоту — 3600 м
- Запуск — За руків'я
- Зліт — Еластична катапульта
- Посадка — Парашут/у сітку
- Тип двигуна — Електричний штовхаючий
- Швидкість — 65-100 км/год
- Максимальна злітна маса — 6,5 кг
- Маса цільового навантаження — до 1 кг.
- Навігація — ІНС з корекцією GPS/ГЛОНАСС, радіодалекомір
- Діапазон робочих температур — -30 °C…+40 °C

## Див. Також
- ZALA (БПЛА)